# Herschel Savage
Herschel Savage, pseudonimo di Herschel Cohen (New York, 25 novembre 1952 – Los Angeles, 8 ottobre 2023), è stato un attore pornografico, regista e personaggio televisivo statunitense.
Membro delle Hall of Fame XRCO, Legends of Erotica e AVN, e apparve in oltre mille film.

## Biografia
Nato da genitori russi ebrei a New York, Savage studiò recitazione con l'attrice di Broadway Uta Hagen e con la rinomata insegnante di recitazione Stella Adler. Savage inizialmente cercò di imporsi nel cinema "tradizionale", ma disilluso dalle costanti audizioni e dalla concorrenza per i ruoli  entrò nel mondo del cinema per adulti dopo essere stato scoperto dal produttore Richard Bolla alla fine degli anni settanta. Herschel Savage diventò uno degli attori più quotati durante "l'era d'oro del porno" fra gli anni settanta e gli ottanta. Apparve nel classico del 1978 Debbie Does Dallas, per il quale ricevette un compenso di circa 150 dollari al giorno. Fra gli altri suoi importanti film si possono citare Expose Me Now, Bodies in Heat e Rambone Does Hollywood. Nel 1988 lasciò il cinema pornografico, continuando comunque a lavorare nel mondo della distribuzione video e recitando anche alcuni ruoli in produzioni teatrali locali. Nel 1997 ritornò nell'industria della pornografia.
Savage si propose anche come stand up comedian, apparve di frequente nel reality show Porno: un affare di famiglia. Nel 2006 recitò nella produzione The Prisoner of 2nd Avenue di Neil Simon, sotto il nome d'arte Max Cohen.

## Riconoscimenti
AVN Awards
- 1989 - Best Couples Sex Scene (film) per Amanda by Night 2 con Nina Hartley[9]
- 2000 - Most Outrageous Sex Scene per Perverted Stories 22 con Mila e Dave Hardman[9]
- 2002 - Best Supporting Actor – Film per Taken[9]
- 2002 - Best Group Sex Scene (video) per Succubus con Ava Vincent, Bridgette Kerkove, Nikita Denise e Trevor Thompson[9]
- 2002 - Most Outrageous Sex Scene per Perverted Stories 31 con Kristen Kane e Rafe[9]
- 2006 - Best Couples Sex Scene (film) per Dark Side con Penny Flame[9]

XRCO Award
- 1988 - Hall of Fame[10]
- 2006 - Best On-Screen Couple per Dark Didecon Penny Flame[11]

NightMoves Award
- 2000 - Best Actor[12]

## Filmografia

### Attore
- Miss Kinsey's Report, regia di Larry Windsor (1977)
- Candy Lips (1977)
- Captain Lust (1977)
- Honeymoon Haven (1977)
- Hot Honey (1977)
- Intimidation (1977)
- Joy (1977)
- Lustful Feelings (1977)
- Night Bird (1977)
- Odyssey (1977)
- Passion Seekers (1977)
- Prey of a Call Girl (1977)
- Bottoms Up Series 1 (1978)
- Bottoms Up Series 3 (1978)
- Giochi maliziosi (Debbie Does Dallas), regia di Jim Clark (1978)
- Double Your Pleasure (1978)
- Fur Trap (1978)
- Hollywood Goes Hard (1978)
- People (1978)
- Skin Flicks (1978)
- Slave of Pleasure (1978)
- Blonde in Black Silk (1979)
- Blonds Have More Fun (1979)
- Candi Girl (1979)
- For Richer For Poorer (1979)
- Good Girls of Godiva High (1979)
- Honeysuckle Rose (1979)
- Hot Child in the City (1979)
- Insane Lovers (1979)
- Object Of Desire (1979)
- Satin Suite (1979)
- Sexpert (1979)
- That's Porno (1979)
- Tigresses and Other Man-Eaters (1979)
- 11 (1980)
- Ballgame (1980)
- Best of Porno (1980)
- Blonde (1980)
- Blonde Ambition (1980)
- Diamond Collection 9 (1980)
- Dracula Exotica (1980)
- Garage Girls (1980)
- Hot Line (1980)
- Hungry Holes (1980)
- Inside Hollywood (1980)
- Ladies Night (1980)
- Limited Edition 10 (1980)
- Limited Edition 17 (1980)
- Limited Edition 9 (1980)
- Mai Lin Versus Serena (1980)
- Odds and Ends (1980)
- On White Satin (1980)
- Playthings (1980)
- Potpourri (1980)
- Rolls Royce 5 (1980)
- Rolls Royce 6 (1980)
- Satisfiers of Alpha Blue (1980)
- Sexual Heights (1980)
- Skin on Skin (1980)
- Swedish Erotica Film 353 (1980)
- Teenage Housewife (1980)
- Watermelon Babes (1980)
- Woman's Dream (1980)
- 8 to 4 (1981)
- Aunt Peg's Fulfillment (1981)
- Beyond Your Wildest Dreams (1981)
- Blond at Both Ends (1981)
- Candy Girls 1 (1981)
- Cells of Passion (1981)
- Cheryl Hansson: Cover Girl (1981)
- Desire for Men (1981)
- Dirty Movies Vol. D (1981)
- Fantasy Fever (1981)
- Filthy Rich (1981)
- Lips (1981)
- Love Dreams (1981)
- Mixed Bag (1981)
- Oriental Madam (1981)
- Physical (1981)
- Same Time Every Year (1981)
- Seka's Fantasies (1981)
- Sound of Love (1981)
- Sui marciapiedi di New York (Amanda by Night, 1981)
- Swedish Erotica 23 (1981)
- Swedish Erotica 24 (1981)
- Swedish Erotica 25 (1981)
- Swedish Erotica 29 (1981)
- Swedish Erotica 33 (1981)
- Swedish Erotica 34 (1981)
- Wet Shots (1981)
- 1001 Erotic Nights (1982)
- Beauty (1982)
- Blonde Next Door (1982)
- Body Magic (1982)
- Campus Capers (1982)
- Challenge of Desire (1982)
- Diamond Collection 38 (1982)
- Dirty Looks (1982)
- Double Pleasure (1982)
- Every Which Way She Can (1982)
- Fantasy Trade (1982)
- Fox Holes (1982)
- Beauty (1982)
- Blonde Next Door (1982)
- Body Magic (1982)
- Campus Capers (1982)
- Challenge of Desire (1982)
- Diamond Collection 38 (1982)
- Dirty Looks (1982)
- Double Pleasure (1982)
- Every Which Way She Can (1982)
- Fantasy Trade (1982)
- Fox Holes (1982)
- Holly McCall's Fantasies (1982)
- I Like To Watch (1982)
- Inspirations (1982)
- Just For Me (1982)
- Lust Inferno (1982)
- Memphis Cathouse Blues (1982)
- My Gun is Hard (1982)
- Nightlife (1982)
- Nurses of the 407 (1982)
- Phaedra Grant's Fantasies (1982)
- Satisfactions (1982)
- Sorority Sweethearts (1982)
- Swedish Erotica 43 (1982)
- Swedish Erotica 44 (1982)
- That's my Daughter (1982)
- Triangle of Lust (1982)
- Working Girls (1982)
- Le sexy infermiere (Up 'n' Coming), regia di Stu Segall (1983)
- Back Door Girls (1983)
- Bad Girls 2 (1983)
- Bodies in Heat 1 (1983)
- Bold Obsessions (1983)
- California Valley Girls (1983)
- Carnal Olympics (1983)
- Caught from Behind 2 (1983)
- Coffee Tea or Me (1983)
- Crystal Dawn's Fantasies (1983)
- Desire (1983)
- Diamond Collection 43 (1983)
- Diamond Collection 44 (1983)
- Diamond Collection 45 (1983)
- Diamond Collection 46 (1983)
- Diamond Collection 47 (1983)
- Eat at the Blue Fox (1983)
- Erotic Fantasies 1 (1983)
- Erotic Fantasies 5 (1983)
- Expose Me Now (1983)
- Fantasy Follies 1 (1983)
- Flesh Dance (1983)
- Flight Sensations (1983)
- Golden Girls 11 (1983)
- Golden Girls 7 (1983)
- Golden Girls Film 113 (1983)
- Hot Pink: Best Of Alex DeRenzy 2 (1983)
- Let's Talk Sex (1983)
- Little Girls Blue 2 (1983)
- Marathon (1983)
- Merle Michaels' Fantasies (1983)
- Moments Of Love (1983)
- Nasty Nurses (1983)
- Pleasure Zone (1983)
- Private Moments (1983)
- Private Pleasures of a Woman (1983)
- San Fernando Valley Girls (1983)
- Sex Star (1983)
- Summer Camp Girls (1983)
- Swedish Erotica 49 (1983)
- Swedish Erotica 50 (1983)
- Taste of Money (1983)
- Too Much Too Soon (1983)
- Tuesday's Lover (1983)
- Virginia (1983)
- Wine Me, Dine Me, 69 Me (1983)
- Working It Out (1983)
- Yamahama Mamas (1983)
- Young Like It Hot (1983)
- Bachelorette Party 1 (1984)
- Bedtime Video 3 (1984)
- Bedtime Video 7 (1984)
- Behind the Scenes of an Adult Movie (1984)
- Blowing Your Mind (1984)
- Blue Ribbon Blue (1984)
- Brooke Does College (1984)
- Bun Busters (1984)
- Cathouse Fever (1984)
- China and Silk (1984)
- Classical Romance (1984)
- Collection 8 (1984)
- Collection 9 (1984)
- Coming Together (1984)
- Diamond Collection 55 (1984)
- Doorman Always Comes Twice (1984)
- Eighth Erotic Film Festifal (1984)
- Erotic Radio WSEX (1984)
- Erotic World of Sunny Day (1984)
- Fantasy Follies 2 (1984)
- Flesh Dance Fever (1984)
- French Postcard (1984)
- Golden Girls 14 (1984)
- Hot Ones (1984)
- House of Pleasure (1984)
- Hypersexuals (1984)
- Intimate Couples (1984)
- Joys of Erotica (1984)
- Joys of Erotica 107 (1984)
- Kissin' Cousins (1984)
- Lingerie (1984)
- Lusty Ladies 10 (1984)
- Lusty Ladies 12 (1984)
- Lusty Ladies 7 (1984)
- Making it Big (1984)
- Matinee Idol (1984)
- Naked Eyes (1984)
- Nasty Lady (1984)
- Pink Punk (1984)
- Pleasure Hunt (1984)
- Pleasure Productions 3 (1984)
- Pleasure Productions 5 (1984)
- Pleasure Productions 7 (1984)
- Pleasure Productions 8 (1984)
- Pleasure Productions 9 (1984)
- Raven (1984)
- Rear Entry (1984)
- Scared Stiff (1984)
- Seka's Teenage Diary (1984)
- Sex Play (1984)
- Sexsations (1984)
- Shanghai Girls (1984)
- Sister Dearest (1984)
- Space Virgins (1984)
- Spectators (1984)
- Stand By Your Woman (1984)
- Stiff Competition (1984)
- Sulka's Daughter (1984)
- Suze's Centerfolds 8 (1984)
- Swedish Erotica 54 (1984)
- Swedish Erotica 55 (1984)
- Swedish Erotica 59 (1984)
- Temptation (1984)
- Touch Of Mischief (1984)
- Tracie Lords (1984)
- Untamed Desires (1984)
- What Gets Me Hot!, regia di Richard Mailer (1984)
- X-team (1984)
- Young Girls Do (1984)
- 2002 : A Sex Odyssey (1985)
- Adult 45 1 (1985)
- Amber Aroused (1985)
- Amber's Desires (1985)
- Angel's Revenge (1985)
- Animal Impulse (1985)
- Backdoor Club (1985)
- Best Little Whorehouse in San Francisco (1985)
- Beverly Hills Wives (1985)
- Blue Ice (1985)
- Bootsie (1985)
- Boy Toy (1985)
- Coming of Angels 2 (1985)
- Confessions of a Nymph (1985)
- Corporate Assets (1985)
- Country Girl (1985)
- Cumshot Revue 2 (1985)
- Dames (1985)
- Dangerous Curves (1985)
- Diamond Collection 18 (1985)
- Dirty Detour (1985)
- Emerald Dimples (1985)
- Erotic Aerobics (1985)
- Erotic World of Renee Summers (1985)
- Erotic Zones 1 (1985)
- Erotic Zones the Movie (1985)
- Family Heat (1985)
- First Annual XRCO Adult Film Awards (1985)
- Free and Foxy (1985)
- Futuresex (1985)
- Ginger On The Rocks (1985)
- Gourmet Quickies 22 (1985)
- Heartbreak Girl (1985)
- Hindsight (1985)
- Hot Blooded (1985)
- Hot Wired Vanessa (1985)
- How Do You Like It (1985)
- If My Mother Only Knew (1985)
- Inside Candy Samples (1985)
- Inspector Cliteau in... the Pink Panties (1985)
- It's My Body (1985)
- I've Never Done This Before (1985)
- Jacuzzi Girls (1985)
- Kiss of the Gypsy (1985)
- Letters of Love (1985)
- Losing Control (1985)
- Love Button (1985)
- Lust in Space (1985)
- Marilyn Chambers' Private Fantasies 4 (1985)
- Marina Heat (1985)
- Midnight Lady (1985)
- More Than a Handful (1985)
- Nasty (1985)
- Nice and Tight (1985)
- Night Prowlers (1985)
- One Night in Bangkok (1985)
- Orifice Party (1985)
- Passage To Ecstasy (1985)
- Physical 2 (1985)
- Pleasure Productions 12 (1985)
- Pleasure Seekers (1985)
- Poonies (1985)
- Porn Birds (1985)
- Sailing Into Ecstasy (1985)
- Screaming Desire (1985)
- Screw Erotic Video 1 (1985)
- Sex Toys (1985)
- Sexavision (1985)
- Showdown (1985)
- Some Kind Of Woman (1985)
- Squalor Motel (1985)
- Swedish Erotica 63 (1985)
- Swedish Erotica 64 (1985)
- Swedish Erotica 65 (1985)
- Swedish Erotica 68 (1985)
- Take Me (1985)
- Taste of Candy (1985)
- Tight and Tender (1985)
- Tower of Power (1985)
- Trashy Lady (1985)
- Triplets (1985)
- Ultimate O (1985)
- Vanessa's Bed of Pleasure (1985)
- Whore of the Worlds (1985)
- Wild Things 1 (1985)
- With Love Loni (1985)
- Yank My Doodle (1985)
- 6 To 9 Black Style (1986)
- Amber Pays the Rent (1986)
- Bachelor's Paradise (1986)
- Behind the Brown Door (1986)
- Bizarre Encounters (1986)
- Black and White Sex (1986)
- Black Chill (1986)
- Black To The Future (1986)
- Blacks And Blondes 37 (1986)
- Breaking In (1986)
- Busty Wrestling Babes (1986)
- Channel 69 (1986)
- Chocolate Kisses (1986)
- Club Exotica 1 (1986)
- Club Exotica 2 (1986)
- Debbie Duz Dishes (1986)
- Debbie Goes to College (1986)
- Debutante (1986)
- Diamond Collection 73 (1986)
- Diamond Collection 73 (new) (1986)
- Doctor Penetration (1986)
- Double Standards (1986)
- Down and Dirty in Beverly Hills (1986)
- Erotic Penetration (1986)
- Erotic Starlets 1: Stacey Donovan (1986)
- Erotic Starlets 7: Josephine Carrington (1986)
- Ex Connection (1986)
- Forbidden Bodies (1986)
- Funky Brewster (1986)
- Gail Force And Friends XXX Workout (1986)
- Getting Personal (1986)
- Ginger and Spice (1986)
- Harem Girls (1986)
- Hot Gun (1986)
- Hotel California (1986)
- In All the Right Places (1986)
- In and Out in Beverly Hills (1986)
- In Search of the Golden Bone (1986)
- Innocent Taboo (1986)
- Jewel of the Nite (1986)
- Kiss of the Married Woman (1986)
- Lottery Fever (1986)
- Lucy Has a Ball (1986)
- Luscious Lucy In Love (1986)
- Mad Sex (1986)
- Merry X Miss (1986)
- Midnight Zone (1986)
- Mouth Watering (1986)
- Pink and Pretty (1986)
- Pleasure Spot (1986)
- Porn in the U.S.A. (1986)
- Postman Always Comes Twice (1986)
- Rambone Does Hollywood (1986)
- Red Garter (1986)
- Rich And Sassy (1986)
- Scandals: Tajia Rae (1986)
- Science Friction (1986)
- Sex Game (1986)
- Shades of Passion (1986)
- Stripteaser (1986)
- Swedish Erotica 73 (1986)
- Take It Off (1986)
- This Butt's For You (1986)
- This Stud's for You (1986)
- Titty Committee (1986)
- Traci's Fantasies (1986)
- Twins (1986)
- Ultimate Lover (1986)
- Ultimate Thrill (1986)
- White Trash (1986)
- Wild Nurses in Lust (1986)
- Wild Things 1 (1986)
- Winner Takes All (1986)
- With Love Lisa (1986)
- Adultress (1987)
- Adventures of Dick Black, Black Dick (1987)
- Afro Erotica 11 (1987)
- Afro Erotica 9 (1987)
- Amanda by Night 2 (1987)
- Amber Lynn's Hotline 976 (1987)
- Attack of the Monster Mammaries (1987)
- Back to Class 1 (1987)
- Barbara the Barbarian (1987)
- Beat Goes On (1987)
- Black Superstars (1987)
- Blacks And Blondes 52 (1987)
- Blowin the Whistle (1987)
- Blow-off (1987)
- Boss (1987)
- Brazilian Connection (1987)
- Bride (1987)
- Cabaret Sin (1987)
- Cat Club (1987)
- Charmed and Dangerous (1987)
- Club Head (1987)
- D-Cup Delights (1987)
- Deep Obsession (1987)
- Empire of the Sins (1987)
- Flesh For Fantasies (1987)
- Furburgers (1987)
- Games Couples Play (1987)
- Ginger In Ecstasy (1987)
- Ginger Snaps (1987)
- Girls in Blue (1987)
- Girls Who Love Orgies (1987)
- Girls Who Love To Suck (1987)
- Good Vibrations (1987)
- Harlem Candy (1987)
- Have Body Will Travel (1987)
- Heavenly Bodies (1987)
- Holiday For Angels (1987)
- I Am Curious Black (1987)
- Inheritance (1987)
- Jane Bond Meets the Man With the Golden Rod (1987)
- La Boomba (1987)
- Ladies Room (1987)
- Leather and Lace (1987)
- Legends of Porn 1 (1987)
- Living Doll (1987)
- Long Ranger (1987)
- Lovin' Spoonfuls 1 (1987)
- Lucky In Love 2 (1987)
- Nasty Lovers (1987)
- National Pornographic 2 (1987)
- Nicki (1987)
- Nymphette Does Hollywood (1987)
- Oral Majority 2 (1987)
- Oral Majority 4 (1987)
- Orgies (1987)
- Phone Sex Girls 1 (1987)
- Phone Sex Girls 2 (1987)
- Pretty Peaches 2 (1987)
- Private Encounters (1987)
- Rear Enders (1987)
- Scandals: Crystal Breeze (1987)
- Sex Detective (1987)
- Sex Lifes of the Rich And Beautifull (1987)
- Sex Maniacs (1987)
- Sexy Delights 2 (1987)
- Slip Into Ginger And Amber (1987)
- Spanish Fly (1987)
- Strip Search (1987)
- Taija (1987)
- Tales from the Chateau (1987)
- Unbelievable Orgies 1 (1987)
- Whatever Turns You On (1987)
- Whore of the Worlds (new) (1987)
- WPINK TV 3 (1987)
- X-effect (1987)
- Yiddish Erotica 1 (1987)
- Air Erotica (1988)
- All The Best Nicki (1988)
- Amber Lynn Non-stop (1988)
- Back To Class 2 (1988)
- Backdoor Bonanza 11 (1988)
- Backdoor Lust (1988)
- Big Melons 19 (1988)
- Bigger the Better 1 (1988)
- Bigger the Better 1 and 2 (1988)
- Billionaire Girls Club (1988)
- Bitches in Heat 3 (1988)
- Blue Vanities 42 (1988)
- Blue Vanities 55 (1988)
- Blue Vanities 58 (1988)
- Blue Vanities 64 (1988)
- Blue Vanities 66 (1988)
- Blue Vanities 68 (1988)
- Blue Vanities 69 (1988)
- Blue Vanities 72 (1988)
- Coming on Strong (1988)
- Cumshot Revue 3 (1988)
- Double Desires (1988)
- Double Penetration 3 (1988)
- Ebony Ecstasy (1988)
- Fire Inside (1988)
- Forbidden Worlds (1988)
- Good Love (1988)
- Honey Buns 2 (1988)
- Mammary Lane (1988)
- Muff Diving USA (1988)
- Nina's Knockouts (1988)
- Only the Best of Breasts (1988)
- Oral Ecstasy 1 (1988)
- Oral Ecstasy 3 (1988)
- Porsche Lynn Every Man's Dream (1988)
- Samantha I Love You (1988)
- Samantha Strong (1988)
- Screaming Rage (1988)
- Screwdriver Saloon (1988)
- Sins of Angel Kelly (1988)
- Soul Games (1988)
- Stephanie's Outrageous (1988)
- Taste of Tawnee (1988)
- Taste of the Best 1 (1988)
- Taste of Tracey Adams (1988)
- Tawnee Be Good (1988)
- This Is Your Sex Life (1988)
- Two Into One 2 (1988)
- Two on One 1 (1988)
- Wild Women 13: Jamie Summers (1988)
- Abracadabra (1989)
- Bodies in Heat 2 (1989)
- Detroit Dames (1989)
- Double Penetrations 7 (1989)
- Filthy Rich (1989)
- Ginger Lynn And Co (1989)
- Legends of Porn 2 (1989)
- Lip Service (1989)
- Lovin' USA (1989)
- Lust College (1989)
- Oriental Action 3 (1989)
- Sheer Haven (1989)
- Showstoppers 4 (1989)
- Taboo 7 (1989)
- Unleashed Lust (1989)
- Wild Women 24: Jeanna Fine (1989)
- Big Melons 32 (1990)
- Blue Vanities 128 (1990)
- Celebrity Sluts (1990)
- Swedish Erotica Featurettes 4 (1990)
- Swedish Erotica Featurettes 5 (1990)
- Taste of Vanessa Del Rio (1990)
- Breast of America (1991)
- Double Penetration 1 (1991)
- Kelly Blue Pumps Up (1991)
- Legends of Porn 3 (1991)
- Full Nest (1992)
- Ladder To Heaven (1992)
- Play It Again Samantha (1992)
- PopPorn (1992)
- Swedish Erotica Hard 13 (1992)
- Swedish Erotica Hard 3 (1992)
- True Legends of Adult Cinema: The Golden Age (1992)
- Double Play (1993)
- Naughty Nurses (1993)
- Swedish Erotica Hard 17 (1993)
- Swedish Erotica Hard 19 (1993)
- Swedish Erotica Hard 21 (1993)
- Swedish Erotica Hard 31 (1993)
- Swedish Erotica Hard 34 (1993)
- Swedish Erotica Hard 36 (1993)
- Blue Vanities 106 (1994)
- Debbie Does Dallas 20th Anniversary Edition (new) (1994)
- Dare Me (1995)
- Full Service Fuck Whores (1995)
- Overtime 4: Oral Hijinx (1995)
- Sorority Sluts 1 (1996)
- Sorority Sluts 2 (1996)
- Blue Vanities 277 (1997)
- Blue Vanities 280 (1997)
- Busty Queens Of Kink 1 (1997)
- Cellblock Confidential (1997)
- House of Flesh 2 (1997)
- Masseuse 3 (1997)
- Party Pigs 3 (1997)
- Persona (1997)
- Pickup Lines 20 (1997)
- Private Practice (1997)
- Screw My Wife Please 3 (Once More) (1997)
- Sins of the Flesh (1997)
- Video Adventures of Peeping Tom 10 (1997)
- Video Adventures of Peeping Tom 9 (1997)
- X-factor 3 (1997)
- Always Lily White (1998)
- Anal Sex Addicts 3 (1998)
- Aphrodisiacs (1998)
- Baby Please (1998)
- Behind the Anal Door (1998)
- Bi Curious (1998)
- Bikini Babes (1998)
- Blue Vanities 294 (1998)
- Bondage Pleasures (1998)
- Boobsville Cabaret (1998)
- Boomerang (1998)
- Box (II) (1998)
- Brat Pack (1998)
- Breathless (1998)
- Brown Sugah Babes 2 (1998)
- California Reamers (1998)
- Candy Vegas Is a Bitch (1998)
- Cat Scratch Fever (1998)
- Coed Carwash (1998)
- Coming Attractions 1 (1998)
- Confessions of Hollywood Housewives (1998)
- Country Comfort (1998)
- Cravings (1998)
- Cries Of Passion (1998)
- Cumback Pussy 12 (1998)
- Cumback Pussy 13 (1998)
- Cumback Pussy 14 (1998)
- Curious? (1998)
- Deep Waters (1998)
- Desire (1998)
- Desperate Measures (1998)
- Divine Rapture (1998)
- Dog Tales (1998)
- Dog Tales 2 (1998)
- Double Feature (1998)
- Dr. Feelgood (1998)
- Eyes Of Desire 1 (1998)
- Filthy Attitudes 3 (1998)
- For His Eyes Only (1998)
- Freshman Fantasies 14 (1998)
- Freshman Fantasies 8 (1998)
- Fuck You Ass Whores 6 (1998)
- Hard Ball Groupies (1998)
- Hard To Hold (1998)
- Heartache (1998)
- Hot Bods And Tail Pipe 4 (1998)
- Hot Bods And Tail Pipe 5 (1998)
- Hot Bods And Tail Pipe 7 (1998)
- I Love You Suck My Dick 2 (1998)
- Immaculate Deception (1998)
- In Your Face 2 (1998)
- Intense Perversions 7 (1998)
- Intrigue (1998)
- I've Got Milk (1998)
- Kelly the Coed 2 (1998)
- KKSS: Katja Kean's Sports Spectacular (1998)
- Knockout (1998)
- Ladies Night (1998)
- Last Day (1998)
- Late Night Sex with Jonathan Morgan: Starring Johnni Black (1998)
- Latex Pervo (1998)
- Love's Passion (1998)
- Masterpiece (1998)
- Naked City (1998)
- Naked Lust (1998)
- Natural Woman (1998)
- News Action (1998)
- Nineteen Video Magazine 14 (1998)
- Nineteen Video Magazine 19 (1998)
- Nineteen Video Magazine 20 (1998)
- Nude World Order (1998)
- Nuts (1998)
- Other Side of Serenity (1998)
- Penitent Flesh (1998)
- Perverted Stories 21: Psychosexual Disorders (1998)
- Philmore Butts Party Up Your Ass (1998)
- Phoenix Rising (1998)
- Pickup Lines 24 (1998)
- Porno Confidential 2 (1998)
- Possession (1998)
- Prey (1998)
- Price Of An Education (1998)
- Pussyman's Naughty College Nymphos (1998)
- Put Out Or Get Out 2 (1998)
- Rage (1998)
- Rainwoman 12 (1998)
- Real Sex Magazine 13 (1998)
- Rectal Rooters (1998)
- Red (1998)
- Return Of Tori Welles (1998)
- Scenes from the Oral Office (1998)
- Screw My Wife Please 5 (Deeper) (1998)
- Semen Slave (1998)
- Sex Offenders 2 (1998)
- Sex Offenders 3 (1998)
- Sex Offenders 4 (1998)
- Silk Panties (1998)
- Smell My Fingers (1998)
- Squirt Gunn (1998)
- Stacked 1: Titanic Tits (1998)
- Sticky Fingered 2 (1998)
- Sticky Fingered 3 (1998)
- Sticky Fingered 4 (1998)
- Submission (1998)
- Sudden Passions (1998)
- Sunset, Inc. (1998)
- Taking Care of Business (1998)
- Tattoo (1998)
- Taxi Dancer (1998)
- This Little Piggy Went To Porno (1998)
- Thunderpussy (1998)
- Too Hot For Porn (1998)
- Toys In The Addic (1998)
- Twist Of Fate (1998)
- Underground Chronicles (1998)
- Up And Cummers 59 (1998)
- Wet Undies 1 (1998)
- White Angel (1998)
- White House Interns (1998)
- Who Shot Jerry? (1998)
- Wind Song (1998)
- XXX World (1998)
- YA 11 (1998)
- YA 12 (1998)
- Amnesiac (1999)
- Anal Fixation (1999)
- Backseat Driver 11 (1999)
- Bare Bitch Project (1999)
- Barely Legal 1 (1999)
- Black Cherry Coeds 10 (1999)
- Blowjob Adventures of Dr. Fellatio 20 (1999)
- Blowjob Fantasies 7 (1999)
- Blown Out (1999)
- Blue Matrix (1999)
- Blue Vanities 314 (1999)
- Bomb Ass Pussy 4 (1999)
- Brown Eyed Blondes (1999)
- Buried Alive Bukkake (1999)
- Business As Usual (1999)
- Bustin' Into Las Vegas (1999)
- Candy Apples Busted at 742 (1999)
- Carnal Obsession (1999)
- Carnal Witness (1999)
- Chamber Of Whores 2: Porn World (1999)
- Coast To Coast Plumpers (1999)
- Coed Confessions 3 (1999)
- Cross Country Amateurs 14 (1999)
- Crossroads (1999)
- Cumback Pussy 15 (1999)
- Cumback Pussy 17 (1999)
- Cumback Pussy 18 (1999)
- Cumback Pussy 19 (1999)
- Cumback Pussy 20 (1999)
- Cumback Pussy 24 (1999)
- Depraved Die Young (1999)
- Dirty Little Sex Brats 5 (1999)
- Eternal Excesses (1999)
- Exhibitionist 1 (1999)
- Extreme Teen (1999)
- Extreme Teen 2 (1999)
- Eye Candy Refocused (1999)
- Faith Betrayed (1999)
- Farrah's All Girl Adventure 2 (1999)
- Fear And Loathing With Kid Vegas (1999)
- Flesh Peddlers 7 (1999)
- Freshman Fantasies 17 (1999)
- Freshman Fantasies 21 (1999)
- Gang Bang Angels 6 (1999)
- Gang Bang Angels 7 (1999)
- Gang Bang Angels 8 (1999)
- Gang Bang Bitches 26 (1999)
- Girls Who Were Porn's First Superstars (1999)
- Hard To Swallow 4 (1999)
- Hard To Swallow 5 (1999)
- Haunted Tails (1999)
- High Heels 'n Hot Wheels (1999)
- Ho in the Haystack (1999)
- Hollywood Tramps (1999)
- Hot Bods And Tail Pipe 10 (1999)
- Hot Bods And Tail Pipe 11 (1999)
- Hot Bods And Tail Pipe 12 (1999)
- Hot Bods And Tail Pipe 8 (1999)
- Hot Bods And Tail Pipe 9 (1999)
- Hot Sex on the Riviera (1999)
- I Like the Slut in You (1999)
- Inner City Black Cheerleader Search 26 (1999)
- Inner City Black Cheerleader Search 27 (1999)
- Inner City Black Cheerleader Search 28 (1999)
- Inner City Black Cheerleader Search 29 (1999)
- Intimate Memories (1999)
- Kelly the Coed 3 (1999)
- Kickin' It With Anna Malle (1999)
- Kissing Game (1999)
- Knocking at Heaven's Backdoor (1999)
- LA 399 (1999)
- Little White Lies (1999)
- Married Yes... Dead No (1999)
- Midas Touch (1999)
- Millennium (1999)
- Naked News (1999)
- Naughty Little Nymphos 1 (1999)
- Nineteen Video Magazine 24 (1999)
- Nineteen Video Magazine 25 (1999)
- Nineteen Video Magazine 29: Yearbook (1999)
- No Regrets (1999)
- Nothing to Hide 3 (1999)
- Nothing To Hide 4 (1999)
- Nymph Fever 2 (1999)
- Panty World 7 (1999)
- Paziente Insaziabile (1999)
- Peeper (1999)
- Perverted 5: The Masseuse (1999)
- Perverted Stories 22: Visual Vulgarity (1999)
- Pink (1999)
- Plaid (1999)
- Porno Playground (1999)
- Principles Of Lust (1999)
- Pussyman's Return of the Campus Sluts (1999)
- Reflections Of Lust (1999)
- Ripe 10 (1999)
- Ripe 6 (1999)
- Sexed To Death (1999)
- She's My Kind Of Tramp (1999)
- She's My Type of Tramp (1999)
- Six Days (1999)
- Sodomania 31 (1999)
- Sodomania: Gang Bang 1 (1999)
- Sodomania: Orgies 1 (1999)
- Sopornos 1 (1999)
- Stingers (1999)
- Stray Cat (1999)
- Suitcase Pimps (1999)
- Thighs Wide Open (1999)
- Tina Tyler's Favorites 3: Blowjobs 2 (1999)
- Trial By Copulation (1999)
- Trigger (1999)
- Trophy (1999)
- True Hooker Stories (1999)
- Tushy Anyone (1999)
- Tushy Con Carne 1 (1999)
- Tushy Con Carne 2 (1999)
- University Coeds 13 (1999)
- University Coeds 15 (1999)
- University Coeds 19 (1999)
- University Coeds 22 (1999)
- Very Naughty Angels (1999)
- Virgin Stories 6 (1999)
- Virgin Stories 9 (1999)
- Visions Of X (1999)
- Voluptuous 1 (1999)
- Wang Dang That Sweet Poon Tang (1999)
- White Trash Whore 11 (1999)
- White Trash Whore 12 (1999)
- White Trash Whore 13 (1999)
- Wicked Sex Party 2 (1999)
- YA 13 (1999)
- YA 14 (1999)
- Adventures of Young Jimmy Powers (2000)
- Ally McFeal (2000)
- Asia is In Too Deep (2000)
- Ass Angels 1 (2000)
- Babewatch 11 (2000)
- Babewatch 12 (2000)
- Babysitter 3 (2000)
- Babysitter 4 (2000)
- Backdoor to Buttsville 2 (2000)
- Barely Legal 7 (2000)
- Bend Over And Say Ahh 2 (2000)
- Big Tops 2 (2000)
- Blowjob Adventures of Dr. Fellatio 24 (2000)
- Blowjob Fantasies 12 (2000)
- Bobbi's BJ And Anal Sluts (2000)
- Body Shop Girls (2000)
- Bone (2000)
- Bottom Dweller 6: Sex After Death (2000)
- Bride of Double Feature (2000)
- California Bikini Babes (2000)
- Captive (2000)
- Coming of Age 1 (2000)
- Cum Dumpsterz (2000)
- Cumback Pussy 27 (2000)
- Cumback Pussy 28 (2000)
- Cumback Pussy 32 (2000)
- Da Juice 5 (2000)
- Dark Chambers (2000)
- Dirty Deeds Done Dirt Cheap 1 (2000)
- Dirty Deeds Done Dirt Cheap 2 (2000)
- Dirty Deeds Done Dirt Cheap 3 (2000)
- Dirty Deeds Done Dirt Cheap 4 (2000)
- Dirty Deeds Done Dirt Cheap 5 (2000)
- Dirty Newcummers 2 (2000)
- DP Divas (2000)
- Dream Quest - La regina dei sogni, regia di Brad Armstrong (2000)
- Dreaming Of Silvia (2000)
- Dynamite's 21st Birthday Gang Bang (2000)
- Exhibitionist 2 (2000)
- Extreme Teen 7 (2000)
- Extreme Teen 8 (2000)
- Filthy First Timers 15 (2000)
- Finger Lickin' Good (2000)
- Foreign Bodies (2000)
- Freak Show (2000)
- Fuckumentary 1 (2000)
- Gang Bang Angels 10 (2000)
- Gang Bang Angels 11 (2000)
- Gang Bang Angels 12 (2000)
- Gang Bang Angels 13 (2000)
- Gang Bang Angels 9 (2000)
- Gangsta Rap (2000)
- Gapes of Wrath (2000)
- Gutter Mouths 18 (2000)
- Hollywood Escort Girls 1 (2000)
- Hot Bods And Tail Pipe 16 (2000)
- How To Marry A Rich Doctor (2000)
- Idiot's Guide to Making Porno Movies (2000)
- Indigo Nights (2000)
- Knee Deep in It (2000)
- L.A. Unforgiven (2000)
- Lap Dance Fantasies (2000)
- Last Breath (2000)
- Legacy (2000)
- Lunch Meat (2000)
- Lust In Paradise 1 (2000)
- Lust In Paradise 2 (2000)
- Motel Sex (2000)
- Naked Angels (2000)
- Nasty Beautiful (2000)
- Naughty Nookies (2000)
- Nina Hartley's Making Love to Men (2000)
- Nineteen Video Magazine 31 (2000)
- Nineteen Video Magazine 33 (2000)
- Nineteen Video Magazine 35 (2000)
- Nineteen Video Magazine 36 (2000)
- Nineteen Video Magazine 38 (2000)
- Nymph Fever 3 (2000)
- Oral Adventures of Craven Moorehead 1 (2000)
- Payback (2000)
- Perfect Women (2000)
- Perverted Stories 27 (2000)
- Perverted Stories 29 (2000)
- Phyllisha Anne AKA Filthy Whore (2000)
- Pinup (2000)
- Pirate Deluxe 12: Perversions of the Damned (2000)
- Plaid 2 (2000)
- Porno Chick (2000)
- Private Openings (2000)
- Raw (2000)
- Ripe 11 (2000)
- Runaways 2 (2000)
- Screamers (2000)
- Sex Deluxe (2000)
- Sexual Antics (2000)
- Seymore's Squirters 2 (2000)
- Shades of Sex 1 (2000)
- Shake Yo' Azzz 1 (2000)
- Shrink Wrapped (2000)
- Signature Series 1: Asia Carrera (2000)
- Skin Dance (2000)
- Sodomania 34 (2000)
- Sodomy on the Menu (2000)
- Sopornos 2 (2000)
- South Central Hookers 16 (2000)
- Spellbound (2000)
- Spent (2000)
- Strip Club Tails (2000)
- Submissive Little Sluts 8 (2000)
- Sweet Lil 18 9: Legal And Tender (2000)
- Sweet Surrender (2000)
- Tabloid Tramps (2000)
- Take My Wife Please (2000)
- Taken (2000)
- Toilet Tramps (2000)
- Torrid Tramps (2000)
- Trick Baby (2000)
- True Blue (2000)
- Tunnelvision (2000)
- Underworld (2000)
- University Coeds 23 (2000)
- University Coeds 24 (2000)
- University Coeds 27 (2000)
- University Coeds 28 (2000)
- Virgin Stories 10 (2000)
- Virgin Stories 11 (2000)
- Virgin Stories 12 (2000)
- Virgin Stories 13 (2000)
- White Trash Whore 17 (2000)
- Who Loves You Baby (2000)
- Wolf's Tail (2000)
- XXX-Women (2000)
- YA 18 (2000)
- YA 19 (2000)
- After Midnight (2001)
- Agency Blue (2001)
- Anal Addicts 6 (2001)
- Angels (2001)
- Asstravaganza (2001)
- Babes in Pornland 3: Asian Babes (2001)
- Babes in Pornland 4: Anal Babes (2001)
- Babysitter 8 (2001)
- Bad Wives 2 (2001)
- Best of Brianna Banks (2001)
- Beverly Hills 9021-ho 1 (2001)
- Blue Angel (2001)
- Caution Your Azz is In Danger 1 (2001)
- Caution Your Azz is In Danger 2 (2001)
- Caveman Humping (2001)
- Censored Naughty Tales 1 (2001)
- Censored Naughty Tales 3 (2001)
- Chances (2001)
- Coed Cuties (2001)
- Cracked (2001)
- Dark Hart (2001)
- Daughters of the Dragon (2001)
- Delinquent Teens (2001)
- Dirty Deeds Done Dirt Cheap 6 (2001)
- Dirty Deeds Done Dirt Cheap 7 (2001)
- Disturbed (2001)
- Ebony Diva (2001)
- Extreme Teen 20 (2001)
- Fast Cars And Tiki Bars (2001)
- Fast Times at Deep Crack High 2 (2001)
- Fast Times at Deep Crack High 3 (2001)
- Fast Times at Deep Crack High 5 (2001)
- Flash Flood 4 (2001)
- Gag Factor 4 (2001)
- Gallery of Sin 4 (2001)
- Gate (2001)
- Head Over Heels 7 (2001)
- Hole Truth (2001)
- Hooker Illustrated 5 (2001)
- Hot Bods And Tail Pipe 18 (2001)
- Hot Bods And Tail Pipe 19 (2001)
- Hot Bods And Tail Pipe 20 (2001)
- Hot Bods And Tail Pipe 21 (2001)
- Hot Spot (2001)
- How To Marry A Millionaire (2001)
- Hungry (2001)
- Infidelity (2001)
- Internet Tushy (2001)
- Jody Moore AKA Filthy Whore (2001)
- John Holmes and Company (2001)
- Kash (2001)
- Kelly the Coed 10: Greek Fest (2001)
- Kelly the Coed 11: Daddy's Little Angel (2001)
- Kelly's Heroes 1 (2001)
- Kendra Jade: The Extreme Squirt (2001)
- Lady Be Good (2001)
- Limbo (2001)
- Lust Lies and Lingerie (2001)
- Mafioso (2001)
- Match Maker (2001)
- Naked Hollywood 3: Wired Love In The Electronic Age (2001)
- Nineteen Video Magazine 40: Yearbook 1999/00 (2001)
- Nineteen Video Magazine 41 (2001)
- Nineteen Video Magazine 42 (2001)
- Nineteen Video Magazine 46 (2001)
- Office Sluts (2001)
- One Woman 3: Inside Jayne (2001)
- Oral Adventures of Craven Moorehead 3 (2001)
- Oral Adventures of Craven Moorehead 6 (2001)
- Oral Adventures of Craven Moorehead 8 (2001)
- Perverted Stories 31 (2001)
- Prelude To Swinging (2001)
- Private XXX 14: Cum With Me (2001)
- Puritan Magazine 28 (2001)
- Pussyman's American Cocksucking Championship 9 (2001)
- Rectal Rooter 1 (2001)
- Roadblock (2001)
- Rocking The Cradle (2001)
- Satin and Sabotage (2001)
- School's Out (2001)
- Seducers (2001)
- Sex Games (2001)
- Sex Merchants (2001)
- Sex Survivor 1 (2001)
- Sex Survivor 2 (2001)
- Shake Yo' Azzz 2 (2001)
- She's A Brick House (2001)
- Signature Series 5: Chloe (2001)
- Simply 18 4 (2001)
- Simply 18 5 (2001)
- Sluts of the Nyle 4: Anal Sluts (2001)
- Sopornos 3 (2001)
- South Central Hookers 19 (2001)
- Specs Appeal 1 (2001)
- Sticky Side Up 1 (2001)
- Still Crazy After All These Whores (2001)
- Submissive Little Sluts 10 (2001)
- Succubus (2001)
- Sweet and Low (2001)
- Sweet Blonde Desire (2001)
- Tachophobia (2001)
- Teacher's Pet 1 (2001)
- Teri Weigel AKA Filthy Whore (2001)
- Total B.S. 1 (2001)
- Trailer Trash Nurses 4 (2001)
- University Coeds 31 (2001)
- University Coeds 32 (2001)
- University Coeds 34 (2001)
- University Coeds 35: Yearbook Edition (2001)
- University Coeds Oral Exams 6 (2001)
- Valley Cheerleader Sorority 2 (2001)
- Virgin Stories 14 (2001)
- Virgin Stories 15 (2001)
- Virgin Stories 17 (2001)
- YA 22 (2001)
- Young Sluts, Inc. 2 (2001)
- Young Sluts, Inc. 3 (2001)
- Young Stuff 1 (2001)
- 2 Young 4 U (2002)
- Babes in Pornland 10: Buxom Babes (2002)
- Babes in Pornland 11: Exotic Babes (2002)
- Babes in Pornland 6: Latin Babes (2002)
- Babes in Pornland 7: Busty Babes (2002)
- Babes in Pornland 8: Natural Babes (2002)
- Babes in Pornland 9: All American Babes (2002)
- Barely Legal 22 (2002)
- Barely Legal 32 (2002)
- Best of Kimberly Carson (2002)
- Big Bottom Sadie (2002)
- Blonde Jokes (2002)
- Born to be Buttwoman (2002)
- Burnin' Love (2002)
- Caution Your Azz is In Danger 3 (2002)
- Caution Your Azz is In Danger 4 (2002)
- Caution Your Azz is In Danger 5 (2002)
- Corporate Fantasies (2002)
- Crime and Passion (2002)
- Deep Inside Julie Meadows (2002)
- Deep Inside Sydnee Steele (2002)
- Easy Cheeks (2002)
- Extreme Teen 31 (2002)
- Extreme Teen 32 (2002)
- Fluffy Cumsalot, Porn Star (2002)
- Gambler's Angel: L'uomo del banco dei pegni (2002)
- Heart Breakers (2002)
- Hot Dripping Pink (2002)
- In and Out in Beverly Hills (2002)
- Jenna And Jessica Exposed (2002)
- La Femme Nikita Denise (2002)
- Love and Sex 1 (2002)
- Love Untamed (2002)
- Makin' It (2002)
- Mo' Booty 15 (2002)
- Naked Volleyball Girls (2002)
- Naughty Little Nymphos 9 (2002)
- Nineteen Video Magazine 47 (2002)
- Nineteen Video Magazine 50 (2002)
- Nymph Fever 6 (2002)
- On The Come (2002)
- Oral Adventures of Craven Moorehead 13 (2002)
- Oral Adventures of Craven Moorehead 14 (2002)
- Oral Adventures of Craven Moorehead 16 (2002)
- Patriot Dames 1 (2002)
- Perverted Stories 34 (2002)
- Play With Fire (2002)
- Pleasure Seekers (2002)
- Poetic Just-ass (2002)
- Roommate From Hell (2002)
- Runaways 10 (2002)
- Runaways 7 (2002)
- Sex Across America 7 (2002)
- Sex Survivor 3 (2002)
- Sex Survivor 4 (2002)
- Sex Survivor 5 (2002)
- Sex Survivor 6 (2002)
- She's So Anal (2002)
- Sindee The Campus Slut (2002)
- Specs Appeal 8 (2002)
- Sticky Side Up 3 (2002)
- Stranger (2002)
- Strip Bowling (2002)
- Stripped (2002)
- Sunset Strip (2002)
- Sweatin' It 3 (2002)
- Sweet Miss Fortune (2002)
- Teacher's Pet 5 (2002)
- Teen Perversion 1 (2002)
- Teen Perversion 2 (2002)
- Thumb Suckers (2002)
- Treasure Box (2002)
- Trial (2002)
- Trouble With Sex (2002)
- True Crime 1 (2002)
- True Crime 2 (2002)
- Valley Cheerleader Sorority 3 (2002)
- Virgin Stories 18 (2002)
- Welcum to Casa Butts 1 (2002)
- Zana AKA Filthy Whore (2002)
- 100% Blowjobs 12 (2003)
- 19 and Natural (2003)
- All At Once (2003)
- Anal Princess (2003)
- Apocalypse Babylon (2003)
- Babes in Pornland 16: Euro Babes (2003)
- Babes in Pornland 17: Brunette Babes (2003)
- Babysitter 14 (2003)
- Body Illusion (2003)
- Casino Sex (2003)
- Casual Affairs (2003)
- City of Sin (2003)
- Contortionist (2003)
- Cumback Pussy Platinum 2 (2003)
- Czechmate (2003)
- Dark Dimension (2003)
- Deep Inside Ginger Lynn (2003)
- Extreme Teen 33 (2003)
- Family Business: The Complete First Season (2003)
- Fast Times at Deep Crack High 11 (2003)
- Gang Bang Anals (2003)
- Generation XXX (2003)
- Hitman (2003)
- Impact (2003)
- In Defense (2003)
- In the Name of Sex (2003)
- International Tushy (2003)
- Interracial Cum Facial 3 (2003)
- It's Raining Tushy Girls (2003)
- Jamaican Me Horny (2003)
- Kay Parker Collection 1 (2003)
- Kick Ass Chicks 7: Cameron (2003)
- Legends of Sex (2003)
- Love And Bullets (2003)
- Lust Will And Testament (2003)
- Match Play (2003)
- My Ass 16 (2003)
- Nasty Bottoms (2003)
- No Limits (2003)
- Nothing Sacred (2003)
- Oral Adventures of Craven Moorehead 18 (2003)
- Performing Ass (2003)
- Photo Club (2003)
- Retro Lust (2003)
- Scandal Of Nicky Eros (2003)
- Secret Sins (2003)
- Servicing Sara (2003)
- Sex Trials (2003)
- Sexual Fantasy (2003)
- Something Wicked (2003)
- Sopornos 4 (2003)
- Specs Appeal 10 (2003)
- Strictly BusinASS (2003)
- Swedish Erotica 4Hr 1 (2003)
- Swedish Erotica 4Hr 10 (2003)
- Swedish Erotica 4Hr 11 (2003)
- Swedish Erotica 4Hr 12 (2003)
- Swedish Erotica 4Hr 16 (2003)
- Swedish Erotica 4Hr 19 (2003)
- Swedish Erotica 4Hr 2 (2003)
- Swedish Erotica 4Hr 20 (2003)
- Swedish Erotica 4Hr 3 (2003)
- Swedish Erotica 4Hr 4 (2003)
- Swedish Erotica 4Hr 6 (2003)
- Swedish Erotica 4Hr 7 (2003)
- Swedish Erotica 4Hr 8 (2003)
- Swedish Erotica 4Hr 9 (2003)
- Sweet Illusion (2003)
- Test Drive (2003)
- Third Date (2003)
- Trinity's Desire (2003)
- Video Dames (2003)
- Virgin Porn Stars 3 (2003)
- All You Need is Luv (2004)
- Amateur Thrills 10 (2004)
- Anal Addicts 15 (2004)
- Anal Surprise Party (2004)
- Art Of Anal 2 (2004)
- Art Of Anal Group Sex (2004)
- Art Of Oral Group Sex (2004)
- Award Winning Sex Scenes (2004)
- Barely Legal All Stars 1 (2004)
- Blue Angels 1: The Second Coming (2004)
- Blue Angels 2 (2004)
- British are Coming (2004)
- Cargo (2004)
- Carol Conners Collection (2004)
- Desperate Desires (2004)
- Filthy Old Men (2004)
- Finding Tushyland (2004)
- Get Lucky (2004)
- Hooter Castle (2004)
- Love on the Run (2004)
- My Favorite Babysitters 1 (2004)
- My Favorite Babysitters 2 (2004)
- Seed of Seymore (2004)
- Sex Crazed College Coeds (2004)
- Slave To Love (2004)
- Sopornos 7 (2004)
- Sopornos 8 (2004)
- Spunk Drunk (2004)
- Tails From The Toilet (2004)
- Tails of Perversity 11 (2004)
- Tawny Pearl Collection (2004)
- Teen Angel (2004)
- To Protect And Service (2004)
- Uranus or Bust (2004)
- Anal Cum Swappers 2 (2005)
- Anal Express (2005)
- Anal Interpreter (2005)
- Asian Erotica (2005)
- Asian Sexual Rhythm (2005)
- Ass Fucked 3 (2005)
- Attention Whores 4 (2005)
- Babysitter 21 (2005)
- Bang Van 8 (2005)
- Bottom Feeders (2005)
- Brunettes Deluxxxe (2005)
- Butt Bangers (2005)
- Butt Pirates of the Caribbean (2005)
- Celebrity Porno Poker (2005)
- Cracked (2005)
- Dark Sins (2005)
- Darkside (2005)
- Debbie Goes To Rehab (2005)
- Deep Tush (2005)
- Dementia 3 (2005)
- DeviAsians (2005)
- Don't Tell Mommy 7 (2005)
- Every Man's Fantasy: 2 Girls for Every Man 3 (2005)
- Flower Power (2005)
- Freshly Squeezed 1 (2005)
- Fuck Doll Sandwich 3 (2005)
- Gutter Mouths 31 (2005)
- Gutter Mouths 33 (2005)
- Helga Sven: 40+ Bra Buster (2005)
- House of Ass (II) (2005)
- Irritable Bowel Syndrome 1 (2005)
- Latex Soccer Moms (2005)
- Mindy Rae Collection (2005)
- Mother Fuckers 2 (2005)
- Mouth Meat 2 (2005)
- Mouth Meat 4 (2005)
- Naughty Bookworms 1 (2005)
- Naughty Little Nymphos 16 (2005)
- Porn Town USA (2005)
- Pussy Party 12 (2005)
- Reckless (2005)
- School Bus Girls 5 (2005)
- School Girls 3 (2005)
- Shades of Sex 3 (2005)
- Sunrise Adams' Redline (2005)
- Swirlies 1 (2005)
- Teacher's Pet 11 (2005)
- Trinity Loren Collection (2005)
- War Of The Girls (2005)
- Watermelon Babes (2005)
- Week in the Life of Paris Gables (2005)
- White Trash Whore 31 (2005)
- White Trash Whore 32 (2005)
- Wonderland (2005)
- XXX Bra Busters in the 1980's 1 (2005)
- YA 33 (2005)
- YA 34 (2005)
- "T" for Tushy (2006)
- American Sex Idol (2006)
- America's Got Ass (2006)
- Anal Life (2006)
- Asian Mature Women 6 (2006)
- Ass Good Ass It Gets (2006)
- Asshunt (2006)
- Assians Have More Anal Fun (2006)
- Babysitter 22 (2006)
- Babysitter 23 (2006)
- Bad Habits 2 (2006)
- Big Titties 4 (2006)
- Breast Obsessed (2006)
- Clusterfuck 5 (2006)
- Cock Starved 2 (2006)
- Corruption (2006)
- Dark Side of Mya Luanna (2006)
- Desires (2006)
- Devon Squirts (2006)
- Dirty Love (2006)
- Federal Breast Inspectors (2006)
- Game (II) (2006)
- Girlvert 12 (2006)
- Hannah Goes To Hell (2006)
- Happy Fucking Birthday (2006)
- Homemade Porn Auditions 2 (2006)
- International Battle of the Superstars (2006)
- It's a Daddy Thing 1 (2006)
- It's a Daddy Thing 2 (2006)
- Juggernauts 5 (2006)
- Kay Parker Collection 3 (2006)
- Lady Scarface (2006)
- Linda Shaw Collection (2006)
- Lisa Melendez Collection (2006)
- Manhunters (2006)
- Mobster's Ball 1 (2006)
- My Favorite Babysitters 8 (2006)
- Naughty Bookworms 2 (2006)
- Naughty Bookworms 3 (2006)
- Naughty Office 3 (2006)
- Neighbor Affair 2 (2006)
- Nikita's Extreme Idols (2006)
- Nina Hartley's Guide to Porn Stars Sex Secrets (2006)
- Not Too Young For Cum 4 (2006)
- Ol Dirty Bastards 1 (2006)
- Party at Butts Place (2006)
- Please Fuck Me in the Ass 2 (2006)
- Porn Icon: Hershel Savage (2006)
- Postcards From The Bed (2006)
- Rawditions 2 (2006)
- Reform School Girls 1 (2006)
- Reincarnation Of Betty Paige 2 (2006)
- Return To Insanity (2006)
- Rumor Had Em (2006)
- School Girls 4 (2006)
- She's Got it Cumming (2006)
- Shhwing (2006)
- Silent Night (2006)
- Smother Sisters (2006)
- Sperm Sponges 1 (2006)
- Sphincter Chronicles (2006)
- Stiffer Competition (2006)
- Superstar Shauna Grant (2006)
- Table For 3 (2006)
- Taboo 22 (2006)
- Teacher's Pet 13 (2006)
- Unwritten Love (2006)
- Vanessa Del Rio: Latina Goddess (2006)
- White Trash Whore 33 (2006)
- World's Oldest Gangbang (2006)
- XXX Bra Busters in the 1980's 2 (2006)
- YA 35 (2006)
- Zen (2006)
- All Star Party Poopers (2007)
- American Daydreams 5 (2007)
- Asian School Girls (2007)
- Ass Farmer (2007)
- Big Boobs the Hard Way 1 (2007)
- Big Clits Big Lips 18 (2007)
- Blasst Off (2007)
- Blonde Legends (2007)
- Cara Lott's Deep Throat Aerobics (2007)
- Cuckold 1 (2007)
- Cuckold 3 (2007)
- Cuckold MILFs 1 (2007)
- Dawg: The Booty Hunter (2007)
- Delilah (2007)
- Demi Does Anal (2007)
- Dirty and Kinky Mature Women 57 (2007)
- Dirty and Kinky Mature Women 60 (2007)
- Dripping Wet (III) (2007)
- Fables Tales of Erotic Fantasy (2007)
- Farmer's Daughters Make You Go Yee-Haw (2007)
- Filthy Fucking Cum Sluts 1 (2007)
- Flawless 8 (2007)
- Flirt N Squirt 1 (2007)
- Girlvert 16 (2007)
- Hot 50+ 27 (2007)
- Housewife Bangers 9 (2007)
- Insertz (2007)
- Kick Ass Chicks 46: Cornfed Cuties (2007)
- Killer Desire (2007)
- Love Hurts (2007)
- Maya Hills is the Runaway Brat (2007)
- Minutes to Midnight (2007)
- Muy Caliente 2 (2007)
- Naughty Bookworms 7 (2007)
- Old Men Make Me Squirt (2007)
- Rump Rider (2007)
- Sentenced (2007)
- Slice of Pie (2007)
- Spunk'd the Movie (2007)
- Strippers Need Love Too (2007)
- Stuffed Sluts (2007)
- Swedish Erotica 104 (2007)
- Swedish Erotica 73 (new) (2007)
- Swedish Erotica 76 (new) (2007)
- Swedish Erotica 81 (new) (2007)
- Swedish Erotica 82 (new) (2007)
- Swedish Erotica 83 (new) (2007)
- Swedish Erotica 84 (new) (2007)
- Swedish Erotica 88 (2007)
- Swedish Erotica 91 (2007)
- Swedish Erotica 98 (2007)
- Tall and Small (2007)
- Triangles (2007)
- Whore Stories (2007)
- Young Twins (2007)
- All in the Family (2008)
- Anal Recruiters 2 (2008)
- Anal vs. Oral (2008)
- Backdoor Review (2008)
- Bad Girls (2008)
- Barely Legal 79 (2008)
- Barely Legal Bitch That Stole Christmas (2008)
- Black Ass Cravin 1 (2008)
- Busty Mature Vixens 5 (2008)
- Carpool (2008)
- Chauffeur's Daughter (2008)
- Cuckold MILFs 2 (2008)
- Daddy Knows How (2008)
- Doll Underground (2008)
- Don't Look Now But There's a Cock in Your Ass (2008)
- Erotic Ghost Whisperer (2008)
- Fallen (2008)
- Ho-C (2008)
- Hot 50+ 29 (2008)
- Hot 60+ 16 (2008)
- How Could I Forget That Asshole (2008)
- I Like Fat Girls 1 (2008)
- I Love Your Sexy Bust 2 (2008)
- It's a Daddy Thing 4 (2008)
- It's a Daddy Thing 5 (2008)
- Last Rose (2008)
- Mega Moms 4 (2008)
- MILF's Guide to Squirting (2008)
- MILFwood USA (2008)
- My Stepfather Made Me 1 (2008)
- Naughty Office 11 (2008)
- Nina Hartley Screws the Stars (2008)
- Oh No There's a Negro in My Daughter 1 (2008)
- One Wild And Crazy Night (2008)
- Porn Icon: Mark Davis (2008)
- Sex Ed Teachers in Heat 3 (2008)
- Sex Spells (2008)
- Squirting Sophie Gaping Gwen (2008)
- Stuff Her Ballot Box (2008)
- Take It Off (2008)
- Throat: A Cautionary Tale (2008)
- What Girls Like (2008)
- Your Mom's Hairy Pussy 1 (2008)
- 30 Rock: A XXX Parody (2009)
- Asian Coeds (2009)
- Barely Legal All Stars 8 (2009)
- Barely Legal Troublemakers (2009)
- Battle of the Superstars: Ginger Lynn vs. Nina Hartley (2009)
- Battle of the Superstars: Lisa De Leeuw vs. Sharon Mitchell (2009)
- Battle of the Superstars: Seka vs. Kay Parker (2009)
- Celebrity Apprentass (2009)
- Cougar 101 (2009)
- Couples Seeking Teens 1 (2009)
- Cuckold MILFs 5 (2009)
- Erotic Femdom 5 (2009)
- Faithless (2009)
- Grandpa Fucks Grandma 1 (2009)
- Grandpa Fucks Grandma 2 (2009)
- Heaven (2009)
- Hot Horny Housewives 1 (2009)
- My Hand Jobs (2009)
- Not So Simple MILF Life (2009)
- Oh No! There's a Negro In My Daughter 2 (2009)
- Teacher's Pet 16 (2009)
- Teacher's Pet 17 (2009)
- This Ain't The Partridge Family XXX (2009)
- 2 Men And A Pussy 2 (2010)
- 3 Days in June (2010)
- BJ's In PJ's 1 (2010)
- Blonde Side (2010)
- Bossy MILFs 2 (2010)
- Clusterfuck 7 (2010)
- Couples Bang the Babysitter 1 (2010)
- Cum Bang 6 (2010)
- Cum to Mommy 8 (2010)
- Debi Does Hershel (2010)
- Forty Plus Video Magazine 72: Magical MILFs (2010)
- Gia: Portrait of a Pornstar (2010)
- Hot 60+ 25 (2010)
- Kick Ass Chicks 72: Old Geezers and Young Teasers (2010)
- My Oldest Fuck 2 (2010)
- My Stepdaughter Tossed My Salad 1 (2010)
- My Stepdaughter Tossed My Salad 2 (2010)
- Not MASH XXX (2010)
- Oh No! There's A Negro In My Wife 5 (2010)
- Sweet Nasty Pleasures 3 (2010)
- Wanna Fuck My Daughter Gotta Fuck Me First 7 (2010)
- Why Haven't You Fucked Me In 25 Years? (2010)
- Barely Legal 118 (2011)
- Filthy Family 3 (2011)
- Graduate XXX (2011)
- Horny Grannies Love to Fuck 1 (2011)
- Horny Grannies Love to Fuck 3 (2011)
- IMASLUT (2011)
- In Your Dreams (2011)
- Like Father Like Son (2011)
- Like Father Like Son 3 (2011)
- Mary Pops In: The Magical Nanny (2011)
- Millionaire Matchmaker XXX (2011)
- Mothers Teaching Daughters How To Suck Cock 10 (2011)
- Mothers Teaching Daughters How To Suck Cock 9 (2011)
- My New White Stepdaddy 1 (2011)
- My New White Stepdaddy 2 (2011)
- My New White Stepdaddy 3 (2011)
- This Ain't Fox News XXX (2011)
- Your Mom's Hairy Pussy 12 (2011)
- Your Mom's Hairy Pussy 13 (2011)
- Dallas: A XXX Parody (2012)
- Fresh Squeeze Pussy Juice (2012)
- Handjobs and Handcuffs 1 (2012)
- Paranormal Cracktivity: Haunted MILFs (2012)
- There Will Be Cum 13 (2012)
- 70 and Still Fucking (2013)
- Adult Insider 10 (2013)
- Horny Grannies Love to Fuck 4 (2013)
- Uncles and Nieces (2013)
- Steamy Sirens
- United We Fall

### Regista
- Dances with Foxes (1991)
- Maddams Family (1991)
- Cape Lere (1992)
- Jugsy (II) (1992)
- Last Girl Scout (1992)
- Naked Buns 8 1/2 (1992)
- Sexual Limits (1992)
- Bazooka County 5 (1993)
- Ass Ventura Crack Detective (1995)
- Malibu Madam (1995)